# Vienna Open (snooker)
Il Vienna Open è un torneo di snooker classificabile come torneo di preparazione che si svolge ogni anno dal 2010 a Vienna in Austria.

## Albo d'oro
| Anno | Vincitore        | Finalista      | Risultato | Stagione  |
| ---- | ---------------- | -------------- | --------- | --------- |
| 2010 | Stephen Lee      | Bjorn Haneveer | 5 - 4     | 2010-2011 |
| 2012 | Simon Bedford    | Jamie Jones    | 5 - 2     | 2012-2013 |
| 2013 | Mark King        | Craig Steadman | 5 - 0     | 2013-2014 |
| 2014 | Mark King        | Nigel Bond     | 5 - 2     | 2014-2015 |
| 2015 | Peter Ebdon      | Mark King      | 5 - 3     | 2015-2016 |
| 2016 | Peter Ebdon      | Mark Davis     | 5 - 1     | 2016-2017 |
| 2017 | David Grace      | Nigel Bond     | 5 - 2     | 2017-2018 |
| 2018 | Michael Georgiou | Ross Muir      | 5 - 4     | 2018-2019 |
| 2019 | Mark Joyce       | Mark King      | 5 - 4     | 2019-2020 |

## Finalisti
| N° | Giocatore        | Vittorie | Finali perse | Totale |
| -- | ---------------- | -------- | ------------ | ------ |
| 1  | Mark King        | 2        | 2            | 4      |
| 2  | Peter Ebdon      | 2        | 0            | 2      |
| 3  | Nigel Bond       | 0        | 2            | 2      |
| 4  | Stephen Lee      | 1        | 0            | 1      |
| 5  | Bjorn Haneveer   | 1        | 0            | 1      |
| 6  | Simon Bedford    | 1        | 0            | 1      |
| 7  | Jamie Jones      | 1        | 0            | 1      |
| 8  | David Grace      | 1        | 0            | 1      |
| 9  | Michael Georgiou | 1        | 0            | 1      |
| 10 | Ross Muir        | 1        | 0            | 1      |
| 11 | Mark Joyce       | 1        | 0            | 1      |
| 12 | Craig Steadman   | 0        | 1            | 1      |